# Niederweningen
Niederweningen är en ort och kommun i distriktet Dielsdorf i kantonen Zürich, Schweiz. Kommunen har 3 238 invånare (2023).
I Niederweningen har man gjort det största fyndet av mammutar i Schweiz. Med anledning därav finns ett mammutmuseum i kommunen.